# Municipio de Sarcoxie (Misuri)
El municipio de Sarcoxie (en inglés: Sarcoxie Township) es un municipio ubicado en el condado de Jasper en el estado estadounidense de Misuri. En el año 2010 tenía una población de 3043 habitantes y una densidad poblacional de 25,76 personas por km².

## Geografía
El municipio de Sarcoxie se encuentra ubicado en las coordenadas 37°6′2″N 94°7′10″O / 37.10056, -94.11944. Según la Oficina del Censo de los Estados Unidos, el municipio tiene una superficie total de 118.14 km², de la cual 117 km² corresponden a tierra firme y (0.97%) 1.14 km² es agua.

## Demografía
Según el censo de 2010, había 3043 personas residiendo en el municipio de Sarcoxie. La densidad de población era de 25,76 hab./km². De los 3043 habitantes, el municipio de Sarcoxie estaba compuesto por el 92.08% blancos, el 0.16% eran afroamericanos, el 1.87% eran amerindios, el 0.26% eran asiáticos, el 0.2% eran isleños del Pacífico, el 3.09% eran de otras razas y el 2.33% pertenecían a dos o más razas. Del total de la población el 4.57% eran hispanos o latinos de cualquier raza.